# Actinidia rudis
Actinidia rudis là một loài thực vật]] thuộc họ Actinidiaceae. Đây là loài đặc hữu của Trung Quốc.